# Let Your Love Flow
Let Your Love Flow ist ein von Jerry Williams jr. komponierter und von Gene Cotton 1975 erstmals veröffentlichter Country-Song. Der Titel wurde im Januar 1976 von den Bellamy Brothers als Single in den USA veröffentlicht und zu ihrem ersten großen Erfolg. Jürgen Drews war mit seiner im April 1976 herausgebrachten Schlagerversion Ein Bett im Kornfeld ebenfalls sehr erfolgreich.

## Entstehung und Veröffentlichung
Williams, der als Roadie in Neil Diamonds Begleitband arbeitete, hatte den Titel ursprünglich für Diamond komponiert. Da dieser das Stück jedoch ablehnte, bot er den Song zunächst Gene Cotton an, der ihn ohne größeren Erfolg als Single veröffentlichte, sodann jedoch seinen Freunden, den Bellamy Brothers, die das Stück schließlich zum weltweiten Erfolg machten. Auf der B-Seite der Single befand sich Inside My Guitar. Die Produzenten waren Phil Gernhard und Tony Scotti. Ein anschließend produziertes Album gleichen Namens verkaufte sich ebenfalls sehr gut.

## Coverversionen

### Bellamy Brothers

#### Chartplatzierungen
Die Version von den Bellamy Brothers schaffte es auf Anhieb in Deutschland, Österreich, der Schweiz und den Vereinigten Staaten auf Platz eins der Charts, in Großbritannien auf Platz sieben und auch in anderen Ländern in die Top 10. In den Vereinigten Staaten erreichte der Titel auch Platz 21 der Countrycharts und in Kanada konnte sich der Song ebenfalls in den Countrycharts platzieren.
2008 wurde Let Your Love Flow in Großbritannien als Werbesong für die Barclaycard verwendet und belegte dort mit der Wiederveröffentlichung als Downloadversion erneut Platz 21 der Charts.
| ChartsChartplatzierungen       | Höchstplatzierung | Wochen |
| ------------------------------ | ----------------- | ------ |
| Deutschland (GfK)              | 1 (25 Wo.)        | 25     |
| Österreich (Ö3)                | 1 (20 Wo.)        | 20     |
| Schweiz (IFPI)                 | 1 (18 Wo.)        | 18     |
| Vereinigte Staaten (Billboard) | 1 (19 Wo.)        | 19     |
| Vereinigtes Königreich (OCC)   | 7 (26 Wo.)        | 26     |

| ChartsJahrescharts (1976)      | Platzierung |
| ------------------------------ | ----------- |
| Deutschland (GfK)              | 8           |
| Österreich (Ö3)                | 6           |
| Schweiz (IFPI)                 | 4           |
| Vereinigte Staaten (Billboard) | 36          |

#### Auszeichnungen für Musikverkäufe
| Land/Region                  | Auszeichnungen für Musikverkäufe (Land/Region, Auszeichnung, Verkäufe) | Verkäufe |
| ---------------------------- | ---------------------------------------------------------------------- | -------- |
| Neuseeland (RMNZ)            | 2× Platin                                                              | 60.000   |
| Vereinigte Staaten (RIAA)    | Gold                                                                   | 500.000  |
| Vereinigtes Königreich (BPI) | Gold                                                                   | 400.000  |
| Insgesamt                    | 2× Gold · 2× Platin ·                                                  | 960.000  |

### Jürgen Drews
In den deutschsprachigen Ländern gab es eine gleichermaßen erfolgreiche Coverversion, Ein Bett im Kornfeld, gesungen von Jürgen Drews und produziert von Werner Schüler. Der deutsche Text stammt von Michael Kunze. Die Bellamy Brothers waren fünf Wochen an der Spitzenposition der deutschen Charts, ehe sie von der deutschen Coverversion abgelöst wurden, insgesamt konnte sich die Komposition so elf Wochen in Folge auf Platz eins der deutschen Charts halten. In Österreich belegte die deutsche Version Platz zwei und in der Schweiz Platz drei der Hitparade.

#### Chartplatzierungen
| ChartsChartplatzierungen | Höchstplatzierung | Wochen/ Monate |
| ------------------------ | ----------------- | -------------- |
| Deutschland (GfK)        | 1 (24 Wo.)        | 24 Wo.         |
| Österreich (Ö3)          | 2 (6 Mt.)         | 6 Mt.          |
| Schweiz (IFPI)           | 3 (12 Wo.)        | 12 Wo.         |

| ChartsJahrescharts (1976) | Platzierung |
| ------------------------- | ----------- |
| Deutschland (GfK)         | 9           |
| Österreich (Ö3)           | 9           |

#### Auszeichnungen für Musikverkäufe
| Land/Region        | Auszeichnungen für Musikverkäufe (Land/Region, Auszeichnung, Verkäufe) | Verkäufe |
| ------------------ | ---------------------------------------------------------------------- | -------- |
| Deutschland (BVMI) | Gold                                                                   | 250.000  |
| Insgesamt          | 1× Gold ·                                                              | 250.000  |

### Weitere Coverversionen

#### Englischsprachige Coverversionen
Joan Baez coverte 1979 das Lied auf ihrem Album Honest Lullaby. John Holt veröffentlichte 1982 eine weitere Coverversion auf seinem Album Just the Two of Us; in Deutschland erfolgte außerdem eine Single-Auskopplung durch das Teldec Label. 2009 hat Petra Haden das Lied in einer A-cappella-Version für einen Werbespot für den Toyota Prius aufgenommen.

#### Deutschsprachige Coverversionen
- 1976: Kreis: Ein Bett im Kornfeld
- 1976: Fips Asmussen: Ein Korn im Feldbett (Text: Hans Knipp; Platz 35 in Deutschland)[27]
- 1977: Mike Krüger: Wenn die nach vorn fällt
- 1995: Stefan Raab, Jürgen Drews & Bürger Lars Dietrich: Ein Bett im Kornfeld (Platz 27 in Deutschland)
- 2020: Jürgen Drews, Ben Zucker: Ein Bett im Kornfeld